# Nduom Sportstadion
Het Nduom Sports Stadion is een multifunctioneel stadion in Elmina, Ghana. Het stadion wordt meestal gebruikt voor voetbalwedstrijden. De voetbalclub Elmina Sharks F.C. maakt gebruik van dit stadion. In het stadion is plaats voor 15.000 toeschouwers.